# Teología kemética
La teología kemética se presenta esencialmente como una concepción henoteísta y panteísta, característica que reúne a la mayor parte de las religiones de tradición indoeuropea. En esta concepción todos los dioses son considerados seres de la fuerza divina emanada de una única matriz cósmica aunque sea divina, del Uno. En el antiguo Egipto, el Uno era identificado con el término de Neter o Atum (o Netjer, literalmente "Espíritu Divino", "Dios"), mientras los dioses venían indicados en plural, con el término Neteru (o Netjeru).